# Sciaphila corymbosa
Sciaphila corymbosa är en enhjärtbladig växtart som beskrevs av George Bentham. Sciaphila corymbosa ingår i släktet Sciaphila och familjen Triuridaceae. Inga underarter finns listade.